# Numeralla
Numeralla är en ort i Australien. Den ligger i kommunen Cooma-Monaro och delstaten New South Wales, i den sydöstra delen av landet, omkring 310 kilometer sydväst om delstatshuvudstaden Sydney.
Runt Numeralla är det mycket glesbefolkat, med 2 invånare per kvadratkilometer.. Numeralla är det största samhället i trakten.
I omgivningarna runt Numeralla växer huvudsakligen savannskog. Genomsnittlig årsnederbörd är 1 039 millimeter. Den regnigaste månaden är februari, med i genomsnitt 158 mm nederbörd, och den torraste är juli, med 16 mm nederbörd.